# Fedó
|  | Per a altres significats, vegeu «Fedó d'Elis». |

Fedó (Phaedon) o Quant a l'ànima (grec clàssic: Φαίδων ἢ περὶ ψυχῆς) és un diàleg platònic que parla de la immortalitat de l'ànima, ambientat en les darreres hores de vida de Sòcrates, en què apareixen bastants dels seus amics reunits a la presó d'Atenes (i en què, com conta el diàleg, no va assistir Plató), a l'espera de la seva execució mitjançant la ingesta de cicuta. En aquest diàleg, per primer cop Plató dona a conèixer la teoria de les idees intel·ligibles, la teoria de la reminiscència, la immortalitat de l'ànima, la teoria de la reencarnació de l'ànima, el menyspreu vers el que és corporal i sensible, i el viatge de l'ànima, entre altres temes.
Sòcrates defensa que l'ànima pertany al món de les idees, de manera que hi ha una harmonia immortal entre aquestes i l'ànima.

## Cronologia
Hi ha un acord general entre els especialistes per ubicar el diàleg entre les obres més madures de Plató. Al voltant dels seus quaranta anys, després de tornar a Atenes del seu viatge a Sicília (Carta VII) funda l'Acadèmia i escriu el Fedó, El convit, La República i el Fedre, aproximadament en aquest ordre. Això succeeix cap a l'any 387 aC, Plató arriba en aquestes obres no només a forjar i expressar de manera cabdal les seves pròpies idees, sinó que també arriba a la cúspide del seu estil i capacitat compositiva.

## Situació dramàtica
Fedó d'Elis, deixeble de Sòcrates, es troba amb el pitagòric Equècrates. Allà li explica el que havia passat en les últimes hores de vida de Sòcrates i el que s'hi parlà. Això permet a Plató disposar d'un narrador que pugui presentar al lector no només el propi diàleg, sinó també l'escena i les accions dels protagonistes.
El diàleg narrat per Fedó té lloc a la presó on Sòcrates estava detingut esperant el moment de la seva execució, a Atenes, el 399 aC. Tot i que a l'escena hi són presents la seva dona Xantipa i catorze dels seus amics, els interlocutors principals de Sòcrates són Símmies i Cebes, antics deixebles del pitagòric Filolau.

## Contingut

### Pròleg (57a - 60b)
Equècrates pregunta a Fedó per les circumstàncies de la mort de Sòcrates. Fedó comença explicant per què Sòcrates morí tant de temps després de la seva condemna: la ciutat estava celebrant una cerimònia religiosa durant la qual s'havien de suspendre les execucions. Equècrates torna a preguntar qui hi foren presents i què s'hi digué i es feu en tal ocasió. Fedó menciona els presents i refereix als seus propis sentiments contradictoris: tant el plaer de la conversa, com el dolor davant de la mort imminent de llur amic. Es narra una escena on Xantipa ha de ser retirada per Critó, per demanda de Sòcrates, car s'havia disposat a cridar i a donar-se cops al pit, emocionada per l'arribada dels seus amics.

### Narració introductòria

#### Diàleg introductori (60b - 61b)
Fedó assenyala que trobà Sòcrates «acabat d'alliberar de les manilles», la qual cosa dona peu per iniciar el diàleg amb una reflexió sobre l'íntima relació entre el plaer i el dolor: a l'un sempre li segueix l'altre. Sòcrates diu que Isop hauria d'haver compost una faula en què ambdós es mostressin com contendents que el déu uní en un mateix cos. La menció a Isop fa recordar a Cebes que Evè li havia demanat que preguntés a Sòcrates quina era la raó que aquells dies s'hagués posat a compondre música per a l'himne a Apol·lo i les narracions d'Isop. Sòcrates respon que és degut a un somni que havia tingut recurrentment, en què se li indicava que havia de fer música i practicar-la. Fins ara havia interpretat que la filosofia era la més gran música, però, pels dubtes que el déu li hagués ordenat fer l'altra mena de música, no li convenia pas partir sense haver-se purificat practicant-la.

#### El vertader filòsof i la mort (61b - 69e)
Després de l'explicació destinada a Evè, Sòcrates afegeix immediatament una recomanació: «digues-li que em segueixi com més aviat millor». Davant la perplexitat que genera el seu comentari explica que si Evè és filòsof, estarà disposat a morir, encara que no fent-se violència a si mateix. Aquesta resposta, en ser aparentment contradictòria, necessita una explicació, que sol·licita Cebes. Sòcrates apel·la a l'argument que s'al·ludeix sobre això en els cultes mistèrics: els mortals estan en la seva vida com en una mena de "presó" i no han d'intentar escapar-ne. Els déus són els amos i guardians dels homes i convé no llevar-se la vida fins que el déu enviï una situació de necessitat.
Cebes accepta aquest últim argument contra el suïcidi, però no li sembla pas consistent amb el primer sobre l'actitud del filòsof davant de la mort: el filòsof, justament aquell del que s'espera la més gran sensatesa i coneix que està al servei dels millors amos, no hauria d'alegrar-se per fugir d'ells. Símmies indica que Cebes apunta amb el seu argument a Sòcrates, que sembla portar tan bé el fet de deixar tant els seus amics com els déus.
Sòcrates respon que amb la mort ell espera arribar no només amb els millors homes, sinó també juntament amb altres déus, i que hi ha quelcom per als morts, i que aquest quelcom és millor per als bons que per als dolents. Els vertaders filòsofs es preparen constantment per a la mort, i no pas per a cap altra cosa. Això mereix un aclariment sobre el que és la mort: és un desprendre's l'ànima del cos. El filòsof duu una vida que no està dedicada ni als plaers, ni als àpats i begudes, ni al sexe. No consideren important l'elegància de la roba i tot allò relatiu al cos. I això és per a la gent com un estar mort.
El cos és un impediment per arribar a la saviesa, car l'oïda i la vida enganyen. El vertader filòsof s'allunya del testimoni dels sentits, i raona millor quan els ignora. L'ànima del filòsof desestima el cos i cerca quedar-se sola en si mateixa.
L'accés al que de debò és, les Formes, és només racional i no es pot captar el bell en si, o el gran en si amb els sentits. Qui s'aparti el més possible del cos és qui captarà millor el real. El cos és una contaminació, omple de distraccions i indueix a la feina quotidiana de la seva cura. La plenitud de la saviesa arribarà solament en morir. Les virtuts i la filosofia són com ritus purificadors que preparen l'home per a la mort.

### Primers arguments sobre la immortalitat de l'ànima (69e - 84b)

#### El néixer de tot a partir del seu contrari (69e - 72e)

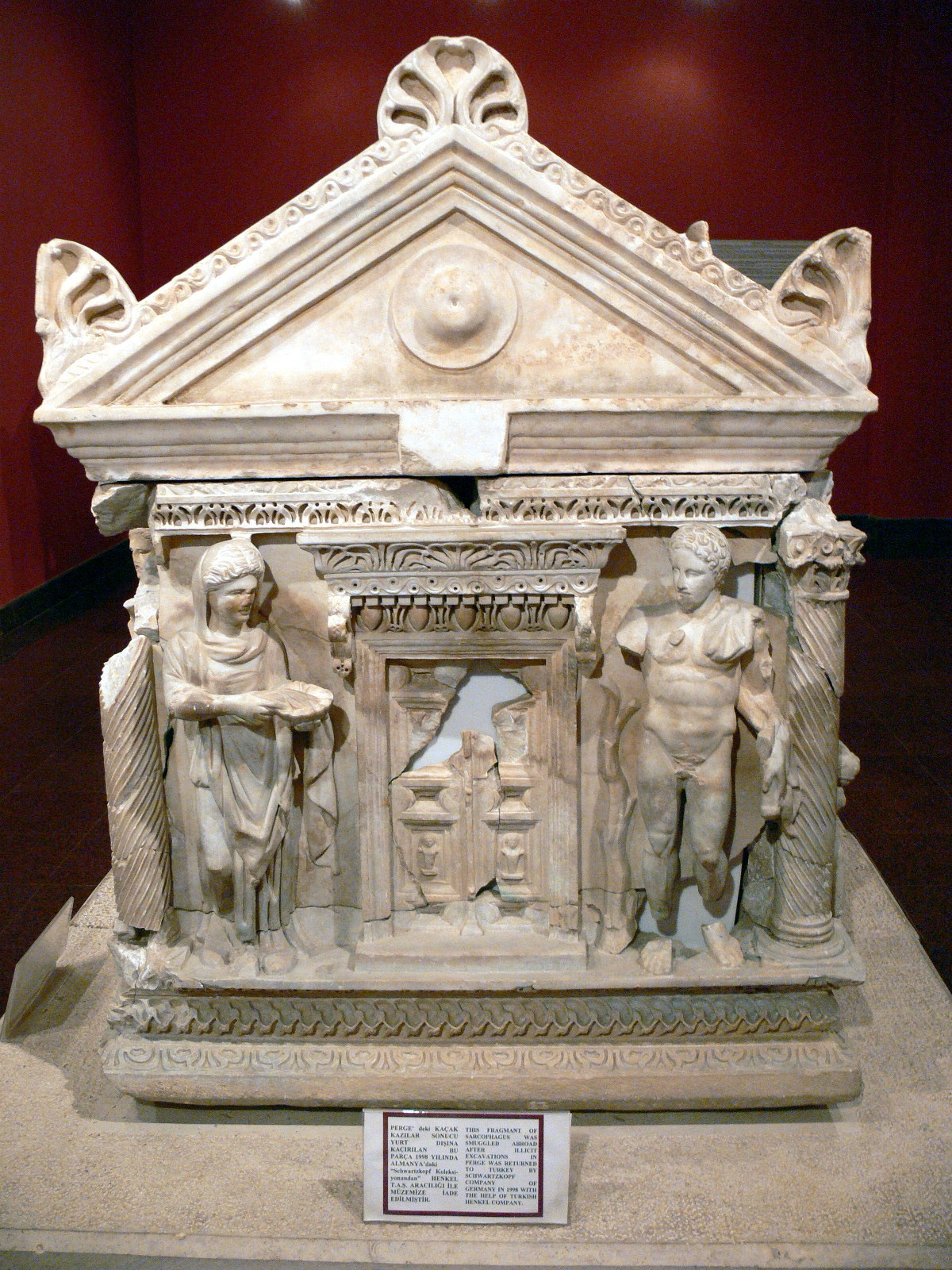
Sarcòfag romà del que representa les portes de l'inframon grec, destí de les ànimes per als grecs. Museu Arqueològic d'Antalya, Turquia.

Cebes fa notar a Sòcrates que, en general, hom creu que l'ànima després de desembarassar-se del cos no subsisteix. Sòcrates oposa a tal creença aquella que els morts van cap a l'Hades, i els que neixen provenen d'allà. El sol fet que es produeixin naixements hauria de provar que les coses són així, sosté Sòcrates, atès que no es podrien explicar els naixements.
Tanmateix, per donar suport a la creença presenta un argument d'abast general, que s'aplica a tot el que es genera —i no només a l'home— i a tot el que té contrari: segons el qual, tot neix del seu contrari. Així doncs, es veu que el bell prové del lleig, el que arriba a ser just era abans injust, el que esdevé gran abans era petit, i el feble i lent només poden arribar a ser a partir del fort i ràpid.
El pas d'uns a altres d'aquests parells contraris és sempre un procés genètic: el que va d'una cosa més gran a una de més petita és el disminuir, i del més petit al més gran, augmentar. I així com hi ha un morir, que és el procés genètic que va de l'estar despert en estar adormit, i un despertar, que és el passar d'estar adormit en estar despert, també aquestes mateixes relacions han de donar-se en el parell d'oposats "viure" i "estar mort". Si al procés que va del primer al segon és evident que existeix, i s'anomena "morir", n'hi ha d'haver també un altre que sigui el procés que va de l'"estar mort" al "viure": el "reviure".
La necessitat que aquest procés sigui real descansa en el fet que si no existís un "despertar" per als que estan adormits, tothom acabaria compartint el destí de somni etern d'Endimió. Si no existís un "reviure", tot acabaria per estar mort.

#### Argument de la reminiscència (72e - 78a)
El propi Cebes dona suport a la tesi de la immortalitat de l'ànima amb un altre argument: si l'aprenentatge és com se l'ha considerat en altres ocasions, és en realitat un recordar. I això seria impossible si l'ànima no tingués una existència anterior a la de néixer amb forma corporal.
La doctrina de la reminiscència (ἀνάμνησις, 'anàmnesis') es demostra interrogant els homes sobre coses que no coneixen, i si es fa bé, ells van dient tot correctament, sobretot en afers relacionats amb geometria. No seria possible aquest procedir si ells no posseïssin prèviament, d'alguna manera, el concepte del que se'ls pregunta.
Sòcrates intenta una altra manera de donar suport a la doctrina: sabem que recordem coses oblidades a partir de coses diferents, com quan veiem Símmies i recordem Cebes, i també a partir de coses semblants, com si veiem Símmies dibuixat i recordem el propi Símmies. Sigui com sigui, sabem que les semblances són imperfectes perquè coneixem l'original i el recordem. De la mateixa manera, si acceptem l'existència del "igual en si" (αὐτὸ τὸ ἴσον) i el coneixem, no és per veure'l directament en les semblances que veiem entre coses semblants, perquè aquesta semblança no es compleix perfectament mai, mentre que l'"igual en si" és semblant en grau summe. Si podem captar la diferència de grau entre les semblances que es donen en les coses semblants i l'"igual en si", ha de ser perquè posseíem aquesta idea abans d'emprar els sentits, abans de néixer. La percepció només és l'ocasió per "recuperar" aquell coneixement. I així succeeix amb totes les idees, la del bo, la del bell, etc. És necessari, que si existeixen aquestes idees, l'ànima preexisteixi i les hagi conegudes en aquesta existència prèvia al naixement. En néixer aquest coneixement es perd, però no pas del tot, i el recuperem en percebre les coses.
Davant l'objecció de Símmies que aquest argument demostra només la preexistència de les ànimes i no llur supervivència després de la vida, Sòcrates indica que cal combinar aquest argument amb l'anterior (69a - 72e, vegeu més amunt): si l'ànima neix a partir de l'estat d'"estar morta", necessàriament ha d'existir després de la mort, car ha de renéixer. Assenyala, emperò, que segurament no acabarà aquí la discussió, atès que els seus interlocutors temen que després de la mort l'ànima s'esvaeixi, com una mena de vapor o exhalació, sobretot si un mor un dia de vent fort.

#### L'afinitat de l'ànima amb les formes (78b - 80d)
Sòcrates desenvolupa aquest argument a partir d'una contraposició entre allò a què li és possible aquest esvair-se que es tem que pateixi l'ànima: el que és compost; i davant d'això, el que és simple. Caldrà decidir a quina d'aquestes dues categories pertany l'ànima.
El simple es comporta sempre de la mateixa manera, mentre que el compost sempre canvia. El que és, la realitat (οὐσία, 'ousia'), l'objecte de la dialèctica, ço és, el bo en si i el bell en si, es comporta sempre igual. La multitud de coses que són bones i belles, en canvi, són canviants. Mentre que les primeres són invisibles, les segones són visibles. En l'home, el cos és visible, mentre que l'ànima és invisible; a més a més, quan coneixem amb el cos, amb els sentits, captem les coses canviants, mentre que amb l'ànima captem aquelles realitats estables, que existeixen sempre i són immortals. D'altra banda, en l'associació del cos i l'ànima, el que compleix una funció rectora és l'ànima, per tant s'assembla més al diví que no pas el cos, que és el que ha d'obeir i és mortal.
D'aquesta manera el cos és en l'home el que es corromp i dissol, mentre que l'ànima, després de la mort, es conserva i es dirigeix al regne de l'invisible, juntament amb el diví.

#### Influència del mode de vida en el destí de l'ànima (80e - 84b)
Sòcrates no es limita a postular una existència de l'ànima posterior a la mort, també assenyala que aquesta existència és diferent per a cadascú, i depèn de la manera en què s'ha viscut. Si l'ànima s'ha exercitat en vida en fugir del que és relacionat amb el cos, se'n va pura al regne invisible i diví. Si ha estat constantment involucrada amb ell, es torna pesada i queda vagant com un espectre al voltant de monuments i tombes.
Després d'això, tornen a ser presoneres de cossos d'espècies acords a llur mode de vida: els glotons i intemperants encarnen en ases i animals semblants, els injusts i violents ho fan en aus rapaces i llops. Els que han cultivat certes virtuts com la temprança i la justícia però sense la filosofia, acaben pertanyent a les espècies semblants a ells, com les abelles i les formigues, i després tornen a ser homes mesurats.
Qui en la seva vida ha tingut cura de la seva ànima i ha filosofat, purificant-se, no tenint en res les riqueses i honors, qui en conèixer ha menyspreat els sentits per enganyosos, utilitzant per saber només l'ànima, qui d'aquesta manera obra vivint segons la raó, s'allibera i és digne de pertànyer a l'estirp dels déus.

### Discussió dels primers arguments (84c - 91c)
Després d'un silenci llarg, Sòcrates narra que Símmies i Cebes no estan conformes amb els arguments precedents. Els allibera del temor que els pogué causar argumentar en contra de tan delicat tema en la seva circumstància present —la imminència de la seva mort no és una desgràcia per a ell— i els anima a expressar llurs objeccions.

#### Objecció de Símmies (84c - 86d)
Símmies exposa la seva posició respecte de l'ànima, segons la qual és una proporció determinada del que és fred, calent, sec i humit en el cos i que hi guarda una relació semblant a la de l'afinació (ἁρμονία, 'harmonia') d'una lira respecte de les cordes i la fusta d'aquest instrument: malgrat que aquest ajustament equilibrat pugui ser tingut com més diví i immortal que la part material de l'instrument, no el sobrevé. De fet, la fusta es podreix molt després que l'afinació hagi estat destruïda. Amb el cos ocorre el mateix, en la mesura en què la malaltia altera l'equilibri que constitueix l'ànima, la mort és el seu final, mentre que les restes corporals la sobreviuen un temps.

#### Objecció de Cebes (86d - 88b)
Cebes accepta la idea de l'existència de l'ànima abans del naixement, i, contra Símmies, sosté que l'ànima és més forta que el cos. No creu, emperò, que hagi estat prou demostrat que l'ànima sobreviu la mort. Per explicar-se apel·la a un símil.
De la mateixa manera que un teixidor apedaça un teixit gastat, l'ànima actua amb el cos: ell flueix i es desgasta, i l'ànima el reconstitueix constantment. Tant el teixidor, com l'ànima, són més duradors que el teixit i el cos, respectivament. I així com el teixidor ha sobreviscut a diversos dels seus teixits, l'ànima ha sobreviscut, d'alguna manera, a diversos cossos —sigui que s'admeti el fluir constant de la nostra matèria corpòria, o encara més, acceptant que l'ànima es reencarni diverses vegades. Però així com el teixidor pot morir després d'haver fet molts vestits, en algun moment l'ànima pot esgotar-se i alguna de les seves morts pot ser-ne l'última. No és doncs sensat estar tranquil davant de la imminència de la mort, quan sempre existeix la possibilitat que sigui una anihilació completa.

#### Interludi: contra la misologia (88c - 91c)
Comenta Fedó que, pel que pogué parlar després amb els testimonis de l'ocasió, tots se sentiren abatuts pels arguments de Símmies i Cebes, i perderen la confiança de trobar cap mena de certesa per a aquests temes. Equècrates manifesta que ell en aquest moment de la narració li passa el mateix: els arguments de Sòcrates li semblaven excel·lents, i ara es troba en la incertesa, tant més quan sempre s'havia sentit seduït per la idea que l'ànima és una mena d'harmonia, com sostingué Símmies. Per això pregunta a Fedó com afrontà Sòcrates les refutacions.
Fedó li respon que mai no admirà més Sòcrates i la seva actitud davant dels esdeveniments: en aquell moment, Sòcrates li preguntà a ell si l'endemà es tallaria els cabells —en senyal de dol—, i ell li respon que sí. Sòcrates respon que avui mateix ell es tallarà els cabells si no aconsegueix reviure els arguments. Que és el pitjor mal fer-se misòleg (μισόλογος, 'el que odia els arguments i l'activitat d'argumentar). La misologia neix com la misantropia: aquesta última sorgeix d'haver confiat maldestrament en molts homes i en haver estat defraudat repetidament, concloent fal·laçment que tots els homes són menyspreables. Però així com això succeeix per manca d'una certa cura i criteri en el tracte amb els homes, la misologia ha partit d'un mal ús dels raonaments, i no cal desesperar de la veritat de les tesis inicials només perquè certs arguments es mostren fermament adversos ara. L'únic comportament filosòfic en aquest moment és reprendre la discussió deixant enrere l'ambició d'una victòria fàcil mitjançant arguments que convencen per ser només semblants a la veritat. Toca aleshores procedir amb rigor extrema, i els interlocutors han de ser també implacables a l'hora d'acceptar o rebutjar el raonament.

### Resposta a les objeccions (91c - 107b)

#### La transcendència de l'ànima respecte del cos (91c - 95a)
Després d'una breu recapitulació de les objeccions, Sòcrates va primer contra l'argument que diu que l'ànima és una harmonia, sostingut per Símmies anteriorment.
- Indica en primer lloc que la doctrina de l'ànima-harmonia no harmonitza amb la teoria de la reminiscència: si l'ànima és un cert equilibri entre els oposats en el cos, no preexisteix en ell. Cal escollir una de les dues teories. Símmies assenteix amb Sòcrates i declara estar convençut de la teoria de la reminiscència, atès que l'ha acceptada per provenir d'una reflexió metòdica, i que l'argument de l'ànima com a harmonia només l'adoptà sense demostració, només com a argument probable.
- De qualsevulla manera, Sòcrates llança una refutació més decisiva: una harmonia no pot comportar-se anant en contra dels elements dels quals és l'equilibri, per la qual cosa mal podria prendre el paper de conductor d'aquests elements (92e - 93a). Però constantment veiem que l'ànima s'oposa als impulsos del cos governant-lo (94a - 95a).
- L'harmonia admet graus, mentre que no es pot dir que una ànima sigui més ànima que una altra.
- La intel·ligència i la virtut és una harmonia, mentre que el vici és el contrari. Si l'ànima fos una harmonia, caldria pensar que la virtut és una harmonia superposada a una altra harmonia, i que l'ànima seria una harmonia a la qual li falti certa harmonia. Això és un absurd.
- Si l'ànima no admet graus, i admetem que és una harmonia que no admet graus tampoc, totes les ànimes participarien per igual de la virtut. I això va en contra del que es veu sempre.

#### Sobre la generació i la corrupció (95a - 102a)
Els interlocutors admeten que l'argument de Símmies ha estat superat, i, després d'una recapitulació de l'argument de Cebes, Sòcrates diu que per rebatre'l, haurà d'examinar a fons la causa (αἰτία, 'aitia') de la generació i corrupció (γένεσις καὶ φθορά, 'gènesi kai phthorà'), i ho farà explicant l'itinerari que recorregué ell mateix al llarg de la seva vida filosòfica a la recerca d'aquest concepte.
Des de jove, relata, s'interessà pel «per què» (διὰ τί, 'dià ti') del néixer, el morir i l'ésser de les coses. La seva primera indagació el portà a recórrer el camí de la investigació de la natura (φύσεος ἱστορία, 'phýseos historia') a la manera dels antics fisiòlegs. Però les respostes que trobà, tals com que l'origen de la vida és una certa putrefacció del que és fred i calent, o la causa del pensament és la sang, o l'aire, o el foc; o la causa del coneixement és el cervell que reuneix les sensacions en la memòria, o la causa del creixement és el menjar i beure, no el van satisfer.
En reflexionar sobre l'índole d'aquestes respostes expressa Sòcrates un gran dubte en respondre així sobre qüestions tals com les de per què un home és més alt que un altre per un cap. És de cas per un cap? La "causa" és el cap? El deu, és més que el vuit per dos, la "causa" és el dos?
A la insuficiència d'aquests plantejaments s'oposà, en el seu itinerari intel·lectual, l'entusiasme que li provocà la tesi d'Anaxàgores que tot estava ordenat per una Intel·ligència. Així doncs, va creure, trobaria les respostes sobre per què és la Terra rodona i està al centre, per exemple. Tenia l'expectativa de trobar per què és millor que sigui així i no d'una altra manera: per què convé que sigui així. I això, respecte de moltes coses. Tanmateix, fou gran la seva desil·lusió, atès que Anaxàgores no explicava res segons el designi de la Intel·ligència, i reprenia explicacions purament mecanicistes. Això fou com explicar per què Sòcrates estava assegut dient que era per certa disposició dels seus ossos, músculs i tendons, i no pel fet que li semblà bé a ell acatar l'ordre judicial pronunciada pels atenesos. De fet, sosté, si a ell li hagués semblat millor fugir, ja estaria en una altra ciutat gràcies als mateixos músculs i tendons. Aquests són la condició que succeeixi una cosa o una altra, però la causa passa pel que ell va considerar millor.
Només llavors entengué que era un error mirar directament els fenòmens sense prèviament considerar els conceptes més segurs. Així és com arribà a un mètode pel qual es postula una hipòtesi, la que es consideri més segura, i afirmar des d'allà la resta de les respostes cercades. Ell postula la hipòtesi de l'existència del «bell en si», «el bo en si», «el gran en si», i coses semblants. I no d'altres que puguin ser les causes de les coses belles, o bones, o grans.

#### L'exclusió dels contraris - l'ànima exclou la mort (102a - 107b)
Donada per bona la teoria de les formes, Sòcrates pren les formes de grandesa i petitesa per a mostrar que, en sentit estricte, «el que vertaderament és» no admet en si el seu contrari. Si en Sòcrates es dona la forma de petitesa —si se'l compara amb Símmies— i la de grandesa —comparat amb Fedó—, la grandesa en si no admet la petitesa en si. Un interlocutor planteja l'objecció que s'havia acceptat que tot sorgeix del seu contrari. Sòcrates diferencia el que s'ha dit: llavors es parlava d'un objecte particular que, essent contrari a un altre, sorgeix d'aquest altre. Ara es parla del contrari en si mateix (103c).
Àdhuc hi ha certs objectes particulars que no poden admetre el contrari del que els constitueix: la neu no admet la calor sense deixar de ser el que és, i el foc tampoc no pot acollir el fred. El tres no pot ser parell, i el dos no pot ser imparell. Seguint aquest tipus de raonament, si preguntem «què fa que el cos estigui calent?» hi respondrem no ja «la calor», sinó «el foc». I si responem què és el que fa que un cos estigui viu, hi respondrem no simplement «la vida», sinó l'ànima. I l'ànima no pot admetre la mort, car la vida és el que la constitueix. L'ànima és, d'aquesta mena, immortal (105e).
Tot allò a què s'acosta un contrari té dos destins: o retirar-se'n o morir. Si el no-calent fos indestructible, en apropar-s'hi el calent a la neu, aquesta no cesaria, sinó que se'n retiraria. Però «el que no admet la mort» és efectivament indestructible, per la qual cosa en apropar-se la mort a l'home, només el mortal en ell es corromp, mentre que l'immortal se'n retira intacte (107a).
Cebes queda convençut, mentre que Símmies, encara sense trobar cap esquerda en l'argument, continua dubtant, a causa de la magnitud de l'afer i de la feblesa de les possibilitats d'indagació dels homes. Sòcrates, lloant-lo per tal actitud, l'insta a repassar novament i amb més rigor les premisses de tot el raonament, i expressa l'esperança que així hi haurà una certesa que no necessiti revisions posteriors.

### Mite escatològic (107c - 115a)
Finalitzat el debat i presa per bona la conclusió que sosté la immortalitat de l'ànima, Sòcrates nota als seus oients que l'ànima és quelcom que ha de ser cuidat no només tenint en compte el temps en què transcorre la vida, sinó també més enllà de la mort. Per mostrar això comença a narrar un mite escatològic, això és, una narració sobre el trànsit de l'ànima a l'Hades i el seu judici posterior.
Malgrat que Sòcrates entén que cal pensar que, després de la mort, les ànimes dels bons i dels dolents han de tenir un destí diferent i d'acord amb llurs modes de vida —en definitiva això és el que l'impulsa a narrar el mite—, no deixa d'advertir que és massa difícil determinar la veracitat d'aquesta narració, que declara haver escoltat a d'altres.
Sòcrates realitza una descripció geogràfica en què distingeix tres llocs:
1. El món habitat que coneixem, que concep com una cavitat a la terra: els homes s'emplacen al voltant del mar, fons d'aquesta cavitat, com les granotes ho fan al voltant d'un estanc. Aquesta cavitat no és única: considera que entre les Columnes d'Hèrcules i el riu Rioni —els límits del món segons els antics— n'hi ha una d'elles, però al llarg de la immensitat de la terra hi ha moltes altres cavitats semblants. Només per un error de perspectiva creiem que vivim a la superfície de la terra, un error semblant al que patiria algú que viu al fons del mar i estigués acostumat a veure els astres a través de l'aigua, i anomenés l'aigua "cel". Per això, l'aire que nosaltres mateixos anomenem cel, i que és més pur que l'aigua, és alhora molt menys pur que el vertader cel d'èter.
2. La terra pura, ubicada a l'èter, de la decantació de la qual provenen els elements menys purs: aire, boira i aigua. Així com en el mar tot està rosegat pel salnitre, mentre que a terra seca les coses presenten un estat més pur i bell; al nostre món tot està corromput i presenta un aspecte menys bell i pur respecte de les coses que es poden trobar a la terra vertadera que està sota el vertader cel. Pedres i vegetació són molt millors allà i més formoses. És una zona habitada per éssers de superior intel·ligència i capacitats, i als seus temples habiten realment els déus, els poden veure i poden comunicar-s'hi, a més de poder contemplar com són el sol i els astres de debò, el que els proporciona un gran goig.
3. La regió subterrània, on l'aigua dels rius accedeix a través de certes obertures, entre les quals es troba la més profunda i que els poetes anomenaren Tàrtar, on desemboquen tots els rius i d'on provenen en un flux i reflux constant. Allà envoltat per rius de lava i de fang es troba un llac, l'Aquerusià, desembocadura de l'Aqueront. A aquest llac són conduïdes les ànimes pel dimoni particular que els tocà en néixer, i allà es reuneixen i esperen a ser jutjades.

Pujades a embarcacions a l'Aqueront, les ànimes que visqueren moderadament passen un temps al llac expiant llurs faltes, i rebent honors per les seves bones accions, segons els correspongui. Els que en vida cometeren assassinat injust i sacrilegis, i són considerats irrecuperables, són llançats al Tàrtar, d'on mai no surten. Aquells que han comès faltes molt greus, però tot i així es consideren recuperables, després d'un any de romandre al Tàrtar el corrent els torna al llac Aquerusià, on han de suplicar a qui han comès les injustícies que els absolguin. Si són absolts, els seus mals cessen, si no, són llançats novament al Tàrtar, i hi romanen fins que aconsegueixin el perdó.
Els homes que han viscut santament són alliberats de la regió subterrània i van a viure a la vertadera superfície de la terra, sota l'èter. I els que s'han purificat en vida mitjançant la filosofia aconsegueixen un destí encara més joiós, vivint en l'esdevenidor alliberats del cos en una llar encara més bella i impossible de descriure.
Per això, conclou Sòcrates, no ha de témer la mort qui ha viscut desfent-se dels plaers del cos i procurant els béns propi de l'ànima: la prudència, la justícia, el valor, la llibertat i la veritat, car són grans les esperances per a ells.

### Epíleg: últims gests de Sòcrates (115b - 118c)

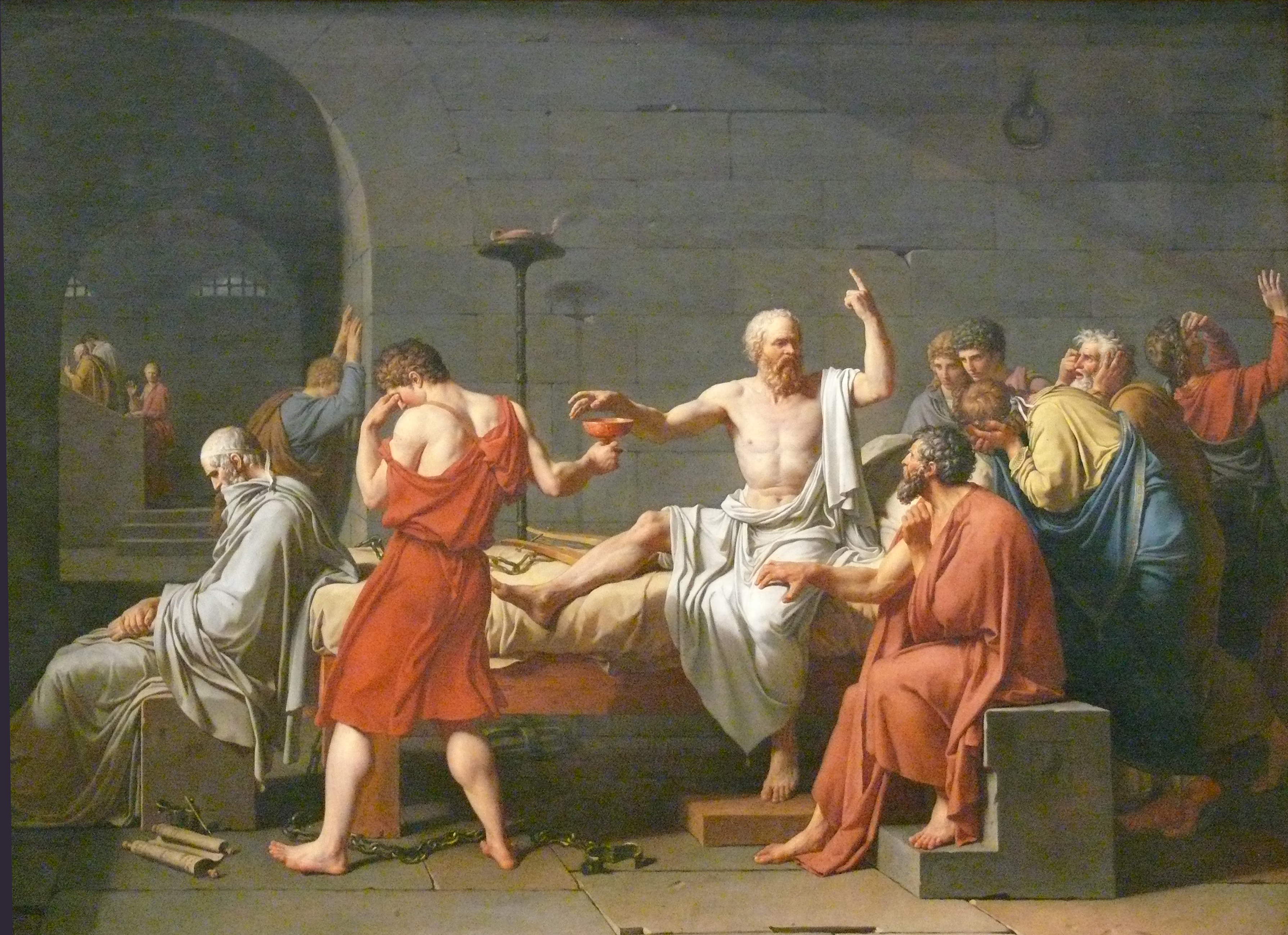
La mort de Sòcrates, oli de Jacques-Louis David, Museu Metropolità d'Art de Nova York.

Amb prou feines acabat la narració escatològica, Critó demana a Sòcrates instruccions, i diu que ell es comprometrà a complir-les de bon grau. Sòcrates, però, només l'indica que compleixi de tenir cura de si, amb la qual cosa quedarà complagut, i assenyala que no cal cap mena de compromís en això. Critó insisteix a sol·licitar-li instruccions sobre el seu enterrament. Llavors Sòcrates li fa una broma, l'indica que l'enterri com més li agradi, sempre que "el subjectin bé perquè no se n'escapi". Aquesta ironia dona inici a una última explicació: Sòcrates adverteix els altres que no hi ha manera de convèncer Critó, ni tan sols amb els discursos que s'han pronunciat anteriorment, que ell no és a qui enterren. Que ell no s'identifica amb el seu cadàver. Que ell es retirarà a una vida benaurada. Afegeix una analogia amb la fiança que oferí Critó als jutges perquè Sòcrates romangués lliure a Atenes esperant la seva pena: demana als que són presents que surtin de fiadors que ell "no es quedarà" després de morir. Per la qual cosa indica que poden fer el que més convingui amb el seu cadàver, sobretot el que sigui conforme als costums.
Sòcrates es retira per banyar-se, i després té una última reunió amb els seus tres fills i alguns parents. Ja prop de la posta del sol, hora en què ha de ser executat, demana que la seva família se'n vagi, i es queda en companyia dels seus amics, però en silenci. Arriba un assistent dels funcionaris encarregats de vetllar per les execucions, i l'indica, apesarat, que ja és l'hora. Abans l'assistent li diu que és el millor home de quants han acabat allà, i que sap que no estarà contrariat amb ell, com els altres condemnats, i que per això sap que no necessitarà insistir-hi. Se'n retira plorant, i Sòcrates després de notar-ho, té paraules d'encomi amb ell. Demana a Critó que no trigui més a obeir i que porti la copa de cicuta, però Critó li assenyala que molts condemnats allarguen el compliment de la condemna molt temps després de rebre l'ordre oficial, mengen i beuen o àdhuc s'alliten amb els seus amants abans de morir. Sòcrates li diu que tot això li sembla natural en els altres, però que el natural en ell és no fer-ho, car no creu guanyar-hi res, i fins i tot li sembla quelcom digne de burla el fet d'aferrar-se a la vida de tal manera i situació.
Quan rep la copa, pregunta al servent que la hi dona si és possible agafar-ne una mica com a ofrena com a signe de pietat, però el servent l'indica que només preparen una quantitat justa. No obstant això, Sòcrates implora als déus perquè el seu viatge al més enllà es faci amb sort. Dit això, beu el verí amb calma i enteresa, acte que deslliga el plor contingut dels amics. Apol·lodor fins i tot cridava i maleïa. Sòcrates els reprèn fent-los notar que havia demanat que les dones se'n retiressin per evitar aquesta mena d'aldarull, atès que en el trànsit de la mort cal abstenir-se de paraules inadequades. Després d'escoltar-lo, els seus amics es reclouen en el silenci, avergonyits.
Seguint les indicacions del servent que li donà el verí, Sòcrates camina fins que les cames li són pesades i rígides, llavors s'allita, i l'últim que demana a Critó és que compleixi amb un deure sagrat, un sacrifici a Asclepi. Després d'això ja no respon, i Critó li tanca els ulls.
Les últimes paraules de Fedó és un judici sobre Sòcrates: així moria el millor home que conegueren aleshores, el més savi i el més just.

## Anècdota
Es diu que Cleombrot d'Ambràcia (Cleombrotus, Κλεόμβροτος), filòsof d'Ambràcia, es va llençar de les muralles després de llegir el Fedó de Plató, per canviar la seva vida per una de millor.